# Black Is Black
Black Is Black és una cançó interpretada per la banda espanyola de rock Los Bravos i el seu senzill de debut el 1966. Va ser el primer tema espanyol a tenir repercussió en les llistes d'èxits internacionals, ja que va aconseguir la segona posició en vendes al Regne Unit i la quarta als Estats Units.

## Producció
Los Bravos van sorgir a partir d'una banda anterior, Los Sonors, que va estar formada per quatre dels cinc membres de la banda: Miguel Vicens Danus (baix), Tony Martinez (guitarra), Manuel Fernández (teclat), i Pablo Sanllehi (bateria). A la formació es va sumar més tard com a vocalista Mike Kennedy, pseudònim de l'alemany Michael Kogel. Amb el nou membre, el grup va decidir compondre totes les seves cançons en llengua anglesa per cridar l'atenció de les discogràfiques internacionals. Ivor Raymonde, directiu de Decca Records, es va interessar en Los Bravos i els va oferir anar a Anglaterra per produir-los un EP.
Tot i que Los Bravos interpreta originalment el tema, només Mike Kennedy va poder participar en l'enregistrament a Londres. En aquests anys, tot enregistrament a Regne Unit només podia comptar amb músics natius per conveni, per la qual cosa els músics espanyols van viatjar però no van poder participar. Entre els artistes d'estudi es trobava Jimmy Page, que anys més tard llauraria una reeixida carrera a Led Zeppelin. Aquest fet va ser reconegut temps després per Pablo Sanllehi, qui va declarar que l'enregistrament «era un tecnicisme (…) però érem nosaltres els qui havíem de defensar la cançó en directe».

## Repercussió
"Black is Black" va començar a sonar en la ràdio el 1966 i va ser un èxit immediat a Espanya, on va vendre dos milions de còpies i va ser número u en Els 40 Principals durant sis setmanes consecutives. No obstant això, va destacar per ser el primer èxit comercial d'un tema espanyol a nivell internacional. Al Regne Unit va arribar al segon lloc en la llista de senzills més venuts, mentre que als Estats Units va aconseguir la quarta plaça en el top 100 del Billboard i al Canadà va ser número u. Bona part de l'èxit a Amèrica del Nord es va deure al fet que, en les primeres setmanes, alguns oients van creure que la cançó era interpretada per Gene Pitney, amb un timbre de veu similar al de Mike Kennedy.
L'èxit de la cançó a nivell internacional va propiciar una versió en francès, "Noir c'est noir", interpretada per Johnny Hallyday. Aquest tema va ser número u en la llista de singles francesa durant set setmanes consecutives. Anys després, "Black Is Black" va ser versionada per altres artistes com La Belle Epoque, Rick Springfield o La Unión entre d'altres.